# 劉智
劉 智（りゅう ち、Liu Zhi、1660年頃 - 1730年頃）は、清代のイスラム教の学者である。字は介廉、号は一斎。
江蘇省江寧の人。ムスリムの代々の名門に生まれ、幼時から父の劉三杰にイスラム教の教えを受け、12歳から南京のモスク（現存しない）で袁汝契から『コーラン』の教えを受けアラビア語とペルシア語を習得した。15歳の時から儒教・仏教・道教を学ぶようになった。そして彼は孔子と孟子を「東方の聖人」、ムハンマドを「西方の聖人」とみなし、東西の聖人の教え、すなわち儒教とイスラム教は、古代は同一のものであったと確信した。30歳から清涼山のふもとに居を構え、儒教を『コーラン』の解釈に援用した研究をつづけた。
劉智の形而上思想はイブン・アラビーに端を発する存在一性論（wahda al-wujud）の影響を濃厚に受けている。劉智は15世紀イランの詩人・神秘主義者であるジャーミーの『閃光』（Lawa'ih）を『眞境昭微』の題で翻訳している。この作品は存在一性論に基づいた作品であり、実際は翻訳というよりは翻案であるが、この後に書かれた『天方性理』に結実する劉智の基本思想をそこに見ることができる。

## 著作
天方典礼
「天方」とはメッカ乃至その周辺の地域を意味する。また本書において地上の中心ということで「中極」という語も使われている。「天方」で行われている典礼、すなわちイスラームで行われている儀礼・慣習を漢文を以て説明している。
天方性理
四言体で書かれた本経とされる部分と、それに対して図と解説を付した図説の部分に分かれている。本経は当時中国ムスリムに伝わっていたペルシャ語諸文献から採られた内容の劉智による抜粋であり、図説はそれに対する劉智自身の論説である。本経は五章に分かれる。
- 第一章　總述大世界造化流行之次第
- 第二章　分述天地人物各具之功能
- 第三章　總述小世界身性顯著之由
- 第四章　分述小世界身心性命所藏之用
- 第五章　總述大小兩世界分合之妙義與天人渾化之極致

それらに対して69の図説を付す。
本経　第一章　最初の二句
最初無稱　眞體無著（窮極の始原は名づけることができない”有”であり、神の本質は理解するすべがない）

惟茲實有　執一含萬（それはただ実有するだけであり、絶対的一であり続けながらも万有を含む）
上記の本経の文言に対応して「最初無称図説」、「真体無著図説」、「大用渾然図説」というよう図説が配置されている。「最初無称図」では”有”の一字を配した図を挙げているが、これはアラビア語のWujud（絶対存在）に対応しているとされている。
最初無称図説
宇宙造化には初めというものがあり、その初めには必ず最初というものがある。万有が未だ形と成らない先に、全ての理は既に具わっていた。これが造化の初めである。まさに、それを名づけようとしても名づけることのできる理由がないもの、これをこそ最初とする。宇宙造化の起源は何らかの名称を以て言うことができない。歴代の諸家はこの無名称であることを以て”無”と言ってきたが、どうしてそんなことが言えようか？
ある人が言った「この”無”というのは虚無という意味ではない。それは本質そのものであり、現象が無い。実体があるが、その作用がないことを”無”と言ったのだ」

（劉智答えて曰く）「本質があれば、これが”有”そのものである。これをどうして”無”と言えようか？　実体があれば、これが有るということではないか。どうして”無”と言えようか？　それで聖人（ムハンマド）はここで”無”と言うのではなく”無称”と言われた。性理家はここに僅かに有と言うだけではなく、”実有”と言ったのだ」......
このように、イスラーム存在一性論の立場から、無を以て第一とする従来の中国思想との対決を鮮明としている。
天方至聖実録
ペルシア語のムハンマド伝を翻案したものである。

## 関連文献
- 佐藤実『劉智の自然学 中国イスラーム思想研究序説』汲古書院、2008年。ISBN 978-4762928352